# Legati
Legáti (znanstveno ime Meropidae) so družina ptic iz reda vpijatov (Coraciiformes). Njihovo perje je živih barv, telesa imajo vitka in po navadi podaljšan repni čopek. Gnezdijo na odprtem v tropskih in subtropskih predelih Starega sveta. Uživajo povečini žuželke, še posebej čebele, ose in sršene, ki jih lovijo v zraku.

## Seznam vrst
- Rod Nyctyornis – zeleni legati
  - rdečebradi legat (Nyctyornis amictus)
  - modrobradi legat (Nyctyornis athertoni)
- Rod Meropogon – bradati legati
  - bradati legat (Meropogon forsteni)
- Rod Merops – čebelarji
  - črni čebelar (Merops gularis)
  - safirasti čebelar (Merops muelleri)
  - rdečegrli čebelar (Merops bulocki)
  - rdečeglavi čebelar (Merops bullockoides)
  - mali čebelar (Merops pusillus)
  - močvirski čebelar (Merops variegatus)
  - etiopski čebelar (Merops lafresnayii)
  - gorski čebelar (Merops oreobates)
  - lastovičji čebelar (Merops hirundineus)
  - črnoglavi čebelar (Merops breweri)
  - somalijski čebelar (Merops revoilii)
  - zakrinkani čebelar (Merops albicollis)
  - sahelski čebelar (Merops viridissimus)
  - arabski čebelar (Merops cyanophrys)
  - smaragdni čebelar (Merops orientalis)
  - rjasti čebelar (Merops boehmi)
  - malajski čebelar (Merops viridis)
  - zeleni čebelar (Merops persicus)
  - olivni čebelar (Merops superciliosus)
  - bodičasti čebelar (Merops philippinus)
  - avstralski čebelar (Merops ornatus)
  - čebelar (Merops apiaster)
  - ogrličasti čebelar (Merops leschenaulti)
  - rožnati čebelar (Merops malimbicus)
  - rdeči čebelar (Merops nubicus)
  - škrlatni čebelar (Merops nubicoides)
  - modrobrki čebelar (Merops mentalis)